# Versioni siriache della Bibbia

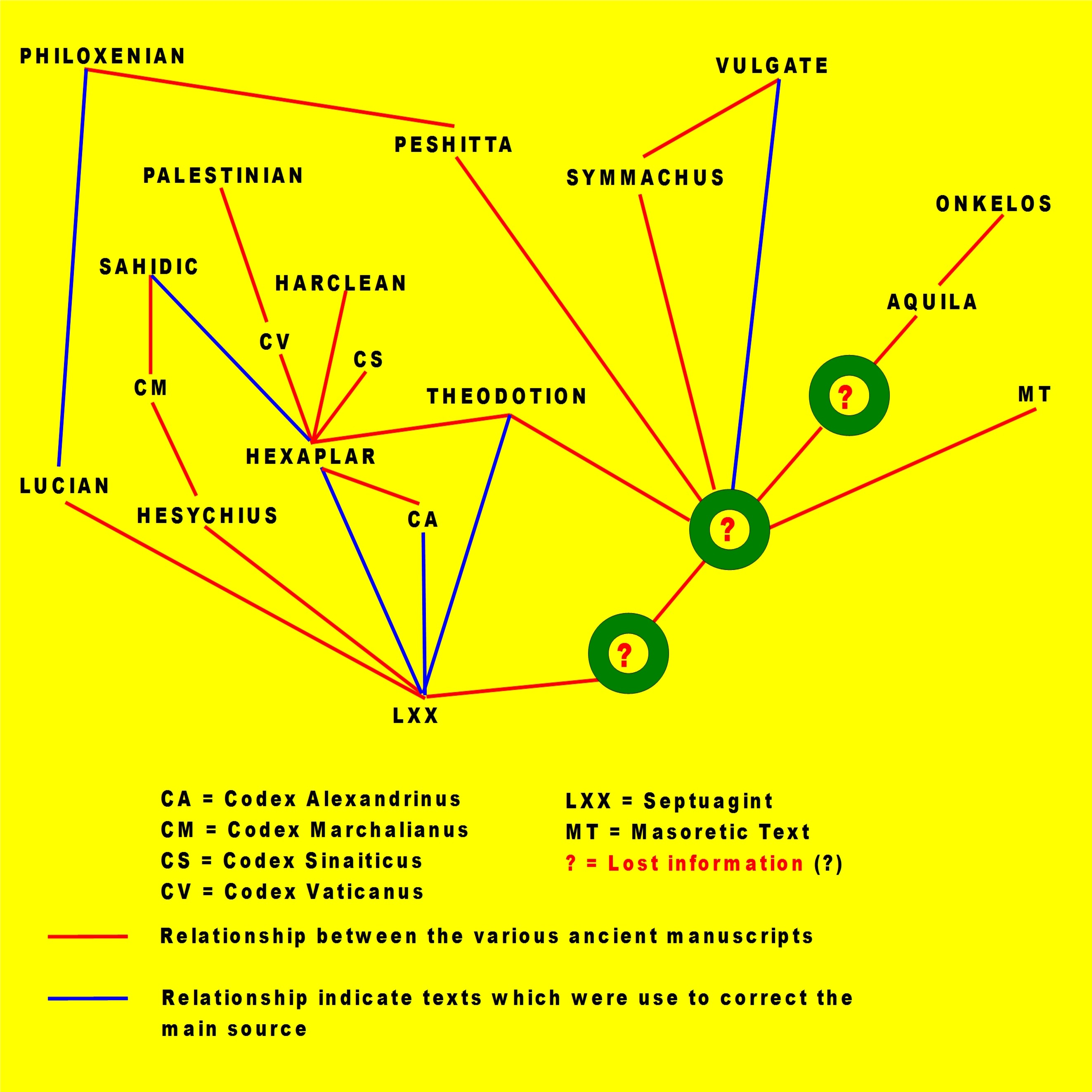
Relazione tra le antiche versioni della Bibbia

Le versioni siriache della Bibbia sono le antiche traduzioni della Bibbia in lingua siriaca.

## Storia
La Siria ha svolto un ruolo importante nella storia del cristianesimo delle origini: qui furono probabilmente scritti il Vangelo secondo Matteo e il Vangelo secondo Luca, la Didaché e il Vangelo di Tommaso; qui la lingua greca era in contatto con la lingua aramaica nella varietà siriaca, la quale ha una stretta relazione con il dialetto di ceppo aramaico parlato da Gesù e dagli apostoli. Probabilmente molte traduzioni sono andate perdute. La maggior parte dei manoscritti è oggi custodita nelle biblioteche europee come la British Library di Londra. Oltre che dagli Stati della Siria storica, essi  provennero da Stati quali Egitto, Armenia, Georgia, India e perfino Cina. Queste antiche traduzioni della Bibbia in siriaco testimoniano l'intensa attività della Chiesa siriaca, che iniziò scrivendo soprattutto per la gente comune che non aveva accesso al greco, ma che arriverà di lì a poco alla stesura di una grande letteratura cristiana, ovvero la letteratura siriaca, ricca di tesori ma sconosciuta ai più a causa del suo carattere prevalentemente religioso, che tende ad allontanarla da un pubblico privo d'interessi specifici. Inoltre fu attraverso questa letteratura che gli Arabi appresero il sapere dei Greci.

## Versioni
- Targumim, traduzioni della Bibbia ebraica, i più antichi dei quali risalgono al I secolo.

Non sono propriamente versioni in siriaco, ma in dialetti aramaici giudaici affini al siriaco.
- Diatessaron, armonizzazione dei quattro Vangeli, e forse di un ulteriore quinto testo non più esistente, in un unico racconto; compilata a Roma da Taziano il Siro nel 170 ca. Risulta essere la più antica versione del Vangelo in siriaco, oltre che la più antica traduzione di un libro del NT dal greco. Il testo originale non si è conservato[1], ma ci è rimasto un commento sull'opera eseguito da Efrem il Siro. Nonostante il suo carattere composito, per oltre due secoli il Diatessaron fu impiegato dalla Chiesa sira come versione canonica.
- Vetus Syra (Vecchia siriaca), della quale ci restano soltanto due traduzioni dei Vangeli eseguite nel IV secolo:
  - Versione siriaca curetoniana.
  - Versione siriaca sinaitica o Palinsesto sinaitico.
- Peshitta (Bibbia ebraica, Libri deuterocanonici, Nuovo Testamento), tradotta dalle lingue originali nel V secolo su iniziativa soprattutto del vescovo Rabbula (cfr. Vangeli Rabbula) con lo scopo di soppiantare il Diatesseron. Ne prese con successo il posto in qualità di versione canonica delle Chiese sire, che ancora oggi la utilizzano o come testo liturgico o come testo classico. Essa manca della seconda lettera di Pietro, della seconda e della terza lettera di Giovanni, della Lettera di Giuda e dell'Apocalisse.
- Siro-palestinese, eseguita all'inizio del VI secolo. Caratteristica del tipo testuale cesariense, e diversa da ogni altra versione della Bibbia in siriaco. Contiene anche i libri mancanti nella Peshitta.
- Siro-esaplare, traduzione della Septuaginta, eseguita dal vescovo Paolo di Tella nel VI secolo.
- Filosseniana, eseguita dal vescovo Filosseno di Mabbug nel VI secolo. Sopravvivono soltanto i Vangeli ed alcune parti del Libro di Isaia.
- Harclense, eseguita dal vescovo Tommaso di Harqel nel VII secolo.

## Galleria d'immagini

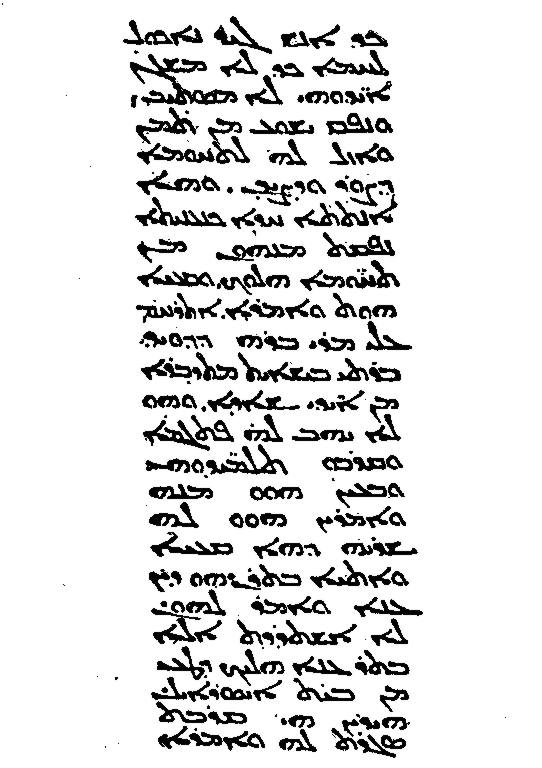
Vangeli curetoniani, Vangelo secondo Matteo, 15,20-25
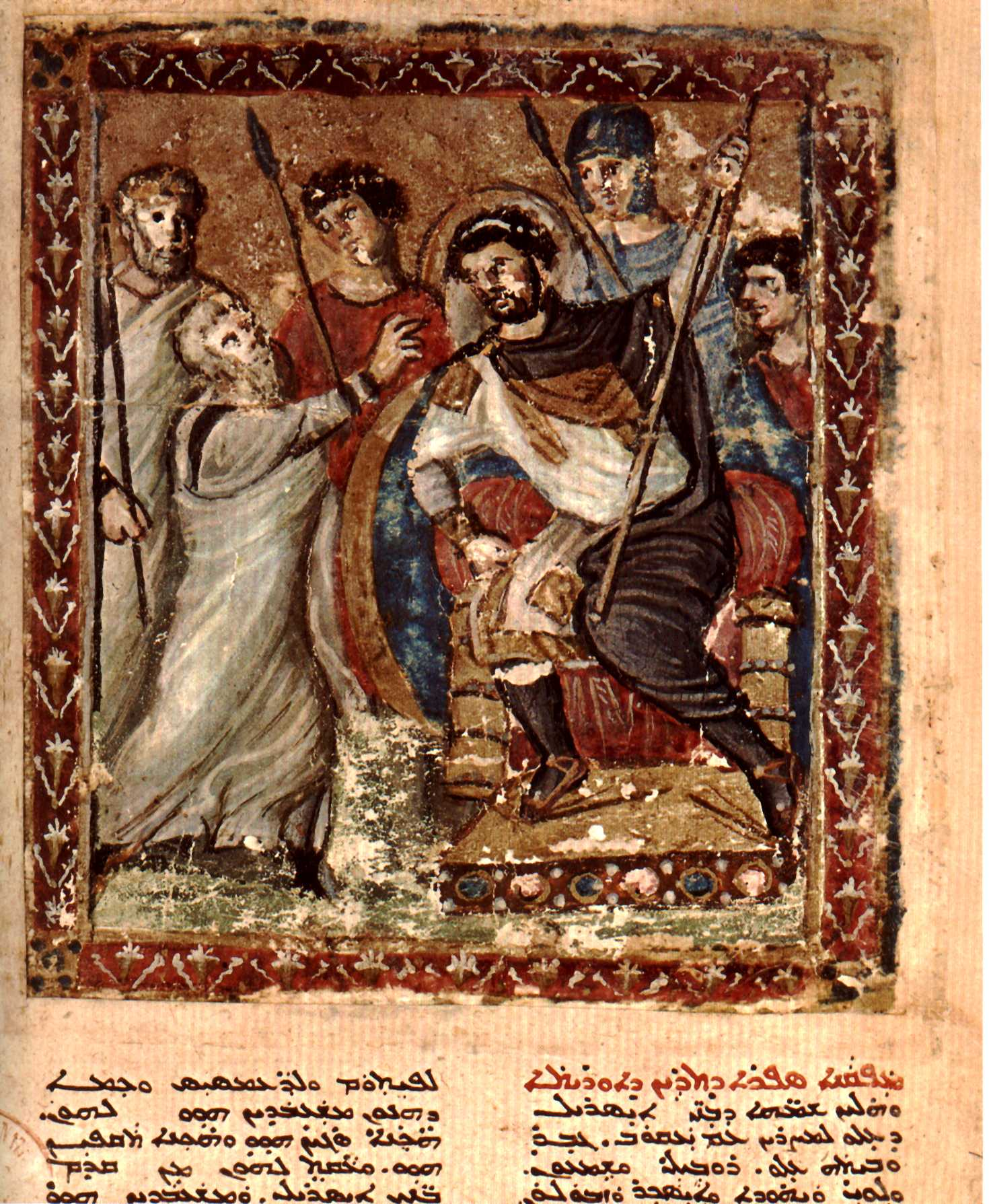
"Mosè davanti al faraone". Bibbia siriaca di Parigi (Folio 8rr).
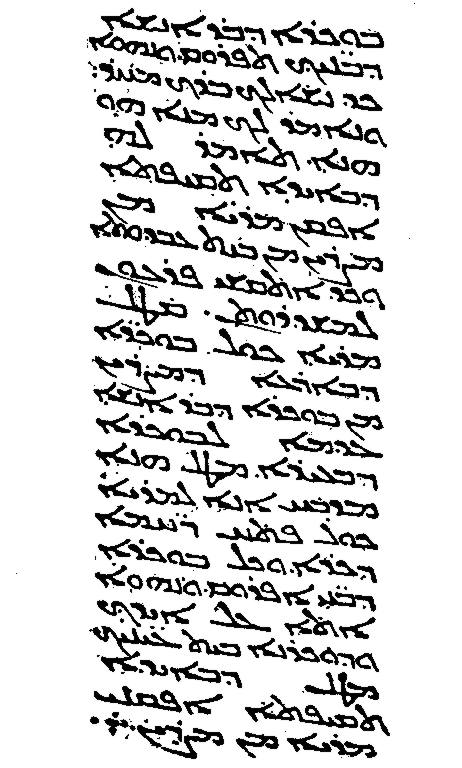
Esodo 13:14-16, da una copia della Peshitta, Amida, anno 464, custodita presso la British Library.
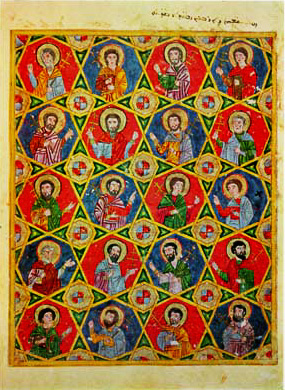
I quaranta martiri di Sebaste, miniatura dell'evangelario liturgico giacobita, Vat. siriaco 559, ca. 1220.
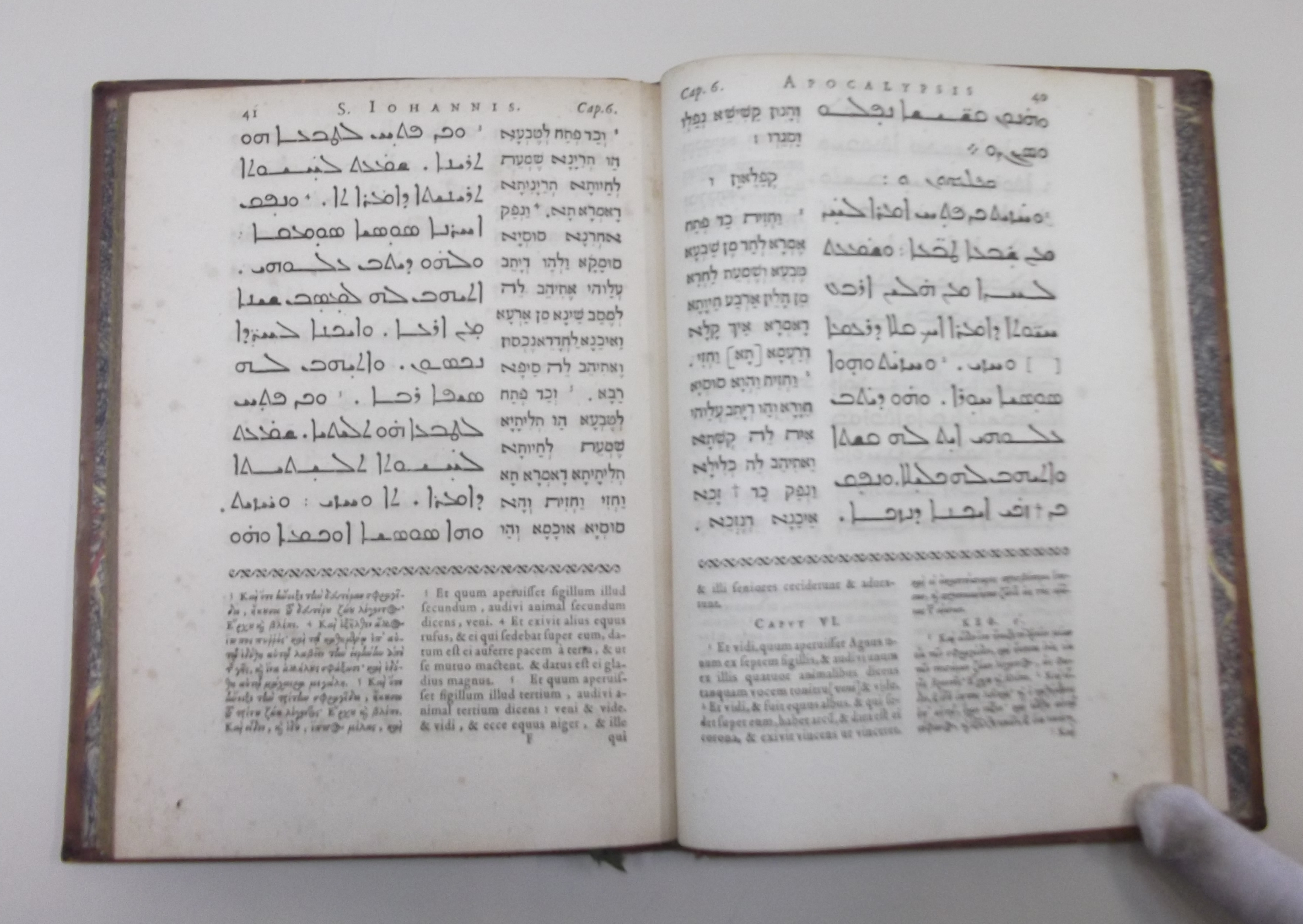
Pagine dell'Apocalisse da una Bibbia quadrilingue, Typographia Elzeviriana, Paesi Bassi, 1627.